# Піві гаїтянський
Пі́ві гаїтянський (Contopus hispaniolensis) — вид горобцеподібних птахів родини тиранових (Tyrannidae). Мешкає на Карибах. Раніше вважався конспецифічним з карибськими і ямайськими піві.

## Підвиди
Виділяють два підвиди:
- C. h. hispaniolensis (Bryant, H, 1867) — острів Гаїті;
- C. h. tacitus (Wetmore, 1928) — острів Гонав.

## Поширення і екологія
Гаїтянські піві мешкають в Гаїті і Домініканській Республіці. Вони живуть у вологих і сухих тропічних лісах, на плантаціях і в садах. Зустрічаються на висоті до 1800 м над рівнем моря.